# Гигабитни етернет
У рачунарским мрежама Гигабитни етернет (енгл. Gigabit Ethernet) представља стандард, однсно варијанту етернета, која је дефинисана 1998. године IEEE 802.3-2005 стандардом за рад на брзини преноса информација од 1 Gb/s. Подразумевани режима рада је у потпуном дуплексу, док је могућ рад и у полу дуплексу при повезивању разводника.

## Архитектура слојева
На слици је приказан IEEE 802.3 стандард за архитектуру етернета брзине протока од 10/100/1000 Mb/s. Могу се видети компоненте физичког слоја за 1000BASE-LX и 1000BASE-SX етернет системе. Етернет је следио принцип слојевитог дизајна.

## Етернет физички слој
У архитектури етернета, доњи слој је физички медијум који представља оптички фибер или бакарни кабл за повезивање етернет комутатора и мрежних интерфејса. Интерфејси који зависе од врсте медијума (енгл. Medium-dependent interface -MDI) захтевају конекторе одговарајућег типа и димензија да би се повезали са етернет пријемницима и предајницима за одговарајући медијум.

### Сигнализација и кодирање
Оба стандардизована дизајна користе нови систем кодирања 8B10B, 1000BASE-X PCS. Манчестер кодирање при брзини преноса од 1 Gb/s може се постићи само уз сигнал од 2Gboda, што је тешко, а у погледу искоришћења пропусног опсега и расипно. Због тога је за оптичке канале уведен нов начин кодирања (8B10B). Свака 8-битна реч у оптичком влакну кодира се са 10 битова. Пошто за сваки улазни бајт постоји 1024 могућих кодних дектета, имамо извесну слободу да између њих изаберемо оне које су дозвољене. Овај избор се врши по следећим правилима:
- Ниједна кодна реч не сме да има више од 4 идентична бита у низу
- Ниједна кодна реч не сме да има више од 6 јединица, нити више од 6 нула.

Наведена правила су уведена да би се у току битова одржали јасни прелази помоћу којих прималац одржава корак са пошиљаоценм а и да би се број нула и јединица на влакну што више уравнотежио. Поред овога, неким улазним бајтовима додељене су по две могуће кодне речи, па у случају кодирања програм бира ону која помаже уједначавању нула и јединица у дотадашњем преносу.

### Гигабитни интерфејс независан од медијума
Развој гигабитног етернета довео је до развоја новог спојног интерфејса названог гигабитни интерфејс независан од медијума (енгл. Gigabit Media Independent Interface - GMII). Услед повећања брзине код гигабитног етерента, екстерно повезивање интерфејса није технички одрживо. Из ових разлога GMII не подржава одвојене конекторе за повезивање примопредајника или примопредајног кабла. GMII омогућава стандардно повезивање интегрисаних кола на плочи, користи се за повезивање матичне плоче са интерфејсом на мрежној картици (у овом случају немогуће је повезати екстерни примопредајник на гигабитни етернет систем). За разлику од AUI, код 10Base-F система конекција је најчешће била изведена преко екстерног примопредајника повезаног на мрежну картицу преко 15-пинског AUI кабла или код 100BASE-F система преко 40-пинског MII кабла. Једина разлика је у 40-пинском MII конекторском интерфејсу са дометом од 0,5 m који је дефинисан за 100 Mb/s етернет, док је GMII чисто логички интерфејс без дефинисане физичке имплементације. GMII конвертује различите улазне сигнале примљене преко различитих медијума путем уграђеног гигабит етернет примопредајника у стандардизоване дигиталне сигнале. Ови сигнале даље проселђују етернет контролеру који ради на MAC слоју и одговоран је за формирање етернет фрејмова при слању и састављању при пријему. Док MII користи четири канала за комуникацију, GMII користи интерфејс ширне једног бајта, обезбеђујући осам канала за комуникацију између етернет примопредајног модула и контролера, преносећи на тај начин дупло више информација. GMII омогућава етернет контролеру да лакше обрађује податке при гигабитним брзинама. Дизајниран је да подржи само рад при брзини од 1000 Mb/s, док се за рад са 10/100 Mb/s користи MII интерфејс. Примопредајни чипови се производе да истовремено подрже и MII и GMII на истом етернет порту.

### Гигабитни примопредајни модули
Иако је IEEE 802.3z организација направила веома строгу спецификацију PMD-a, он и даље има значајног удела у укупној цени гигабитног етернета. Цена оптичких примопредајника може да порасте у свичерима (комутаторима) и рутерима (усмеривачима) који садрже велики број портова. На срећу, добро осмишљени дизајн слојева етернета омогућава да оптички примопредајни модули буду одвојени од остатка система. IEEE 802.3z стандард не специфицира изложени интерфејс између PMA-a и PMD-a. Ипак, произвођачи примопредајника су оформили MSA конзорцијум који дефинише оптичке примопредајне модуле (као што су PMD-ови) са стандардним електричним интерфејсом и стандардним димензијама.
Како нема изложеног интерфејса за сигнализацију GMII, тако исто не постоје екстерни примопредајници. Мада, примопредајници могу бити у виду модула повезаних преко гигабитног интерфејс конектора (енгл. Gigabit interface converter - GBIC). GBIC је првобитно развијен за систем са оптичким каналом где је описан као серијски примопредајни модул. Произвођачи гигабит етернет опреме су прилагодили овај систем и дефинисали га као примопредајник, па се фраза гигабит етернет примопредајници често односи на GBIC. GBIC је модул који се може уметнути на гигабитни порт на комутатору или у мрежној картици при чему је могућа једноставна замена. Произвођачи су исто успели да направе GBIC модул за етернет на упреденим парицама (1000BASE-CX систем). Фибер оптички GBIC модули омогућавају да одређени порт буде коришћен како за 1000 BASE-SX, тако и за 1000BASE-LX систем. Са предње стране модула повезују се SC конектори који повезују оптичке каблове, док са задње стране GBIC има 20-пински конектор за везу са електроником на гигабитном порту.
Најчешће виђени гигабит етернет MSA PMD модули су GBIC и SFP. SFP модули су много мањи по величини и постали су најпопуларнији гигабитни PMD-ови. У циљу побољшања густине паковања система, SFP модули за повезивање користе LC конектор компактне форме који није специфициран IEEE стандардом. Оба модула, GBIC и SFP, су лако заменљива тако да рутер/прекидач не мора да буде са уграђеним скупим оптичким модулима при својој производњи. Уместо тога, оптички примопредајници могу бити уметнути када неки порт треба да се повеже. У прилог томе, не морате унапред да размишљате који тип оптичког PMD-a треба употребити у тренутку куповања неког дела етернет опреме.

### Интерфејси зависни од медијума
Стандард препоручује за примену потпун-дуплексни SC фибер оптички конектор, за оба 1000BASE-SX и 1000BASE-LX фибер оптичка кабла. Мада, ништа не спречава произвођаче да се одлуче за неки други фибер оптички конектор. Нпр. могу се наћи производи који користе MT-RJ конекторе код 1000BASE-SX система. MT-RJ улазни конектор код порта комутатора или картице омогућава конекцију фибера и RJ45 конектора (исте величине), док оптички конектор у овом случају заузима половину простора. Тренутно најкоришћенији су LC оптички конектори.

## Гигабитни етернет системи
Постоје четири различита стандарда на физичког слоја гигабитног етернета:
- Системи 1000BASE-X, су оптички етернет системи, стандардом IEEE 802.3z дефинисани су:
  -  - за пренос сигнала преко мултимодног оптичког влакна и
  -  - за пренос сигнала преко мономодног оптичког влакна
- Системи 1000BASE-T или 1000BASE-CX, су гигабитни етенет системи на неоклопљеним упреденим бакарним парицама.

По горенаведеном стандарду 1000BASE-CX је дефинисана за пренос сигнала бакарним каблом.
Ови стандарди користе 8B/10B шему кодирања, што са собом носи 25% вишка саобраћаја, па је потребно за брзину преноса од 1000 Mb/s остварити пренос од 1250 Mb/s.
Стандард IEEE 802.3ab дефинише широко коришћени 1000BASE-T тип интерфејса који користи другачију шему кодирања како би се задржао проток симбола што је могуће нижим, омогућујући тиме пренос упреденим парицама.

## 1000BASE-X
је назив који се користи у индустрији како би се означио гигабитни етернет, у који су укључени системи 1000BASE-CX, 1000BASE-SX и 1000BASE-LX, као и нестандардизоване -LH/-ZX/-BX10  имплементације.

### 1000BASE-CX
је иницијални стандард за гигабитне етернет везе преко бакарних каблова који је имао максималну подржану удаљеност од 25m користећи оклопљене упредене парице. Овај стандард се још увек користи за специфичне примене, на пример IBM BladeCenter користи овај систем као етернет везу између blade сервера и комутатора. Систем 1000BASE-T је наследник овог система у смислу постизања гигабитне брзине преноса преко бакарних каблова.

### 1000BASE-SX
је фибер-оптички етернет гигабитни стандард који преноси информације у такозваном првом оптичком прозору преко мултимодних влакана, у опсегу таласних дужина од 770 до 860 nm (блиска инфрацрвена област).
Овим стандардом је специфицирана дужина каблова од 220m (62.5/125 µm фибер-оптичко влакно малог модалног пропусног опсега) до 550m (50/100 µm влакно већег модалног пропусног опсега).
Овај стандард има велику примену за повезивање станица унутар зграде код већих пословних зграда, као и окоснице међу мрежама. Спецификације исто тако налажу да се користе ласери минималне снаге од -9.5 dBm као и фото-детектори осетљивости до -17 dBm.

### 1000BASE-LX
стандард је гигабитни оптички етернет специфициран IEEE 802.3 стандардом у клаузули 38. Ова технологија користи ласер за рад у опсегу таласниг дужина у такозваном другом оптичком прозору (1270 до 1355 nm), са максималном RMS спектралном ширином од 4nm. Стандард 1000BASE-LX је предвиђен за рад на удаљеностима до 5km преко 10 микрометарског мономодног влакна. Многи произвођачи гарантују рад овог система и на доста већим удаљеностима до 10 па и 20km, уз услов да је њихова опрема постављена на оба краја. 1000BASE-LX исто тако може да ради и преко мултимодног влакна уз маскималну дужину сегмента од 550m.

## 1000BASE-Т
(познат још као IEEE 802.3ab) је стандард за гигабитни етернет који користи бакарно каблирање. Сваки 1000BASE-T сегмент може да има максималну дужину до 100m користећи кабл категорије 5 или више. Овај систем за свој рад захтева сва четири пара упредених парица за пренос сигнала (два пара за долазећи и два за одлазећи саобраћај), исто тако мање је толерантан на слабо инсталирану опрему. Према стандарду уређаји морају имати подржан такозвани Autonegotiation механизам (механизам аутоматског преговарања о стању на линку).

## 1000BASE-ТX
Удружење телекомуникационих индустрија (енгл. The Telecommunications Industry Association - TIA) направила је и промовисала верзију 1000BASE-T система који је једноставнији за примену, назвала га је 1000BASE-ТX и дефинисала га стандардом (TIA/EIA-854). Овај поједностављен дизајн би у теорији смањио цену потребне електроника тиме што би за пренос сигнала користио само по две упредене парице у сваком смеру. Иако овај систем захтева нешто скупље каблове категорије 6, њихова цена развојем технологије све више пада. Многи 1000BASE-T се погрешно реферишу као 1000BASE-TX, услед незнања, 1000BASE-TX систем је другачији стандарт (TIA, а не IEEE стандард).